# Verrechnungssteuer
Die Verrechnungssteuer ist in der Schweiz eine vom Bund neben der Quellensteuer erhobene Steuer auf dem Ertrag des beweglichen Kapitalvermögens (insbesondere auf Zinsen und Dividenden), auf schweizerische Lotteriegewinne und auf bestimmte Versicherungsleistungen. Sie ist eine Form der Einkommenssteuer. Die Steuer bezweckt in erster Linie die Eindämmung der Steuerhinterziehung; die Steuerpflichtigen sollen veranlasst werden, den für die direkten Steuern zuständigen Behörden die mit der Verrechnungssteuer belasteten Einkünfte und Vermögenserträge sowie das Vermögen, aus dem die steuerbaren Gewinne erzielt wurden, anzugeben.
Sie kann von Steuerausländern nicht über die deutsche Einkommensteuererklärung angerechnet oder teilweise erstattet werden, wird aber unter bestimmten Voraussetzungen von der Schweiz erstattet.
Bei in der Schweiz wohnhaften Steuerpflichtigen wird die Verrechnungssteuer unter bestimmten Voraussetzungen durch Verrechnung mit der Einkommenssteuer oder in bar zurückerstattet. Wenn der Steuerpflichtige seiner Deklarationspflicht nachkommt, wird er durch die Steuer somit nicht endgültig belastet. 
Der Bund erzielte durch die Verrechnungssteuer im Jahr 2010 CHF 4'723 Mio. an Einnahmen, was 8 % des Gesamtbudgets entsprach.

## Geschichte
Eingeführt wurde die Verrechnungssteuer, deren geistiger Vater Pierre Grosheintz war, im Januar 1944 mit einem Steuersatz von 15 %, seit 1976 beträgt der Satz für die meisten Vorgänge 35 %.

## Anwendung
Die Verrechnungssteuer ist eine Steuer des Zahlungsempfängers; sie wird aber vom Auszahlenden einbehalten und an die Eidgenössische Steuerverwaltung abgeführt. Der Empfänger erhält vom Auszahlenden eine Bescheinigung über den Steuerabzug. Gibt der Empfänger nun seine empfangene Zahlung in der Steuererklärung an, erhält er die einbehaltene Steuer auf seine Steuerschuld angerechnet und eine zu viel gezahlte Steuer erstattet. Die Verrechnungssteuer ist in aller Regel höher als die Einkommenssteuer, daher führt eine Deklaration der Zinserträge in den meisten Fällen zu einer Rückerstattung.
So ist beispielsweise eine Bank verpflichtet, bei Zinszahlungen eine Steuer von 35 % einzubehalten und an die Steuerverwaltung abzuführen. 
| Kontoguthaben           | CHF 200'000 |
| Jahreszins 1,0 %        | CHF 2'000   |
| Verrechnungssteuer 35 % | CHF 700     |

Der Kontoinhaber bekommt also von der Bank nur CHF 1'300.00 an Zinsen gutgeschrieben. Die Verrechnungssteuer von CHF 700.00 wird von der Bank an den Staat abgeführt.
Ist der Empfänger nicht in der Schweiz, sondern in einem anderen Staat ansässig, so gibt es folgende Möglichkeiten:
- Die Schweiz hat mit dem Staat ein Doppelbesteuerungsabkommen abgeschlossen[3][4] und das Abkommen sieht vor, dass die Schweiz keine oder nur eine geringere Quellensteuer erheben kann. Dann kann die Verrechnungssteuer bereits bei Auszahlung auf den im Abkommen genannten Satz verringert werden oder die zu viel gezahlte Steuer kann von der Schweizer Steuerverwaltung zurückgefordert werden. Eine Steuer, die gemäss Abkommen einbehalten wurde, kann eventuell auf die heimische Steuer des Empfängers angerechnet werden.
- Es besteht kein Doppelbesteuerungsabkommen. In diesem Falle ist die Steuerbelastung in der Schweiz endgültig. Eventuell kann die Steuer oder ein Teil davon im Heimatland des Empfängers auf seine Steuerschuld angerechnet werden.

Bei der Verrechnungssteuer handelt es sich um eine Selbstveranlagungssteuer. Das bedeutet, dass der Zahlende die Steuer selbst anmelden und berechnen muss.

## Ertrag aus beweglichem Kapitalvermögen
Der Steuer unterliegen
- Zinsen und ähnliche Kapitalerträge aus Anleihen und ähnlichen Forderungen;
- Dividenden und andere Vorteile aus Aktien, GmbH-Anteilen, Genossenschaftsanteilen, Partizipationsscheinen und Genussscheinen.
- Ausschüttungen aus Anlagefonds.
- Zinsen auf Kundenguthaben bei Banken und Sparkassen.
- Lotteriegewinne ab einem Gewinn von 1100 CHF (seit 2024), wenn die Lotterie ausschließlich der Verkaufsförderung gilt, z. B. Lotterien in Supermärkten.[5]

Von der Verrechnungssteuer ausgenommen sind insbesondere:
- Zinsen von Kundenguthaben, wenn der Zinsbetrag für ein Kalenderjahr 200 CHF nicht übersteigt und die Zinsen einmal pro Jahr gutgeschrieben werden.
- Zinsen von einem 3.-Säule-Konto.

Für Dividenden und andere Vorteile unter verbundenen Unternehmen innerhalb der Schweiz kann die Zahlung durch eine Meldung ersetzt werden. Das gleiche Verfahren können Unternehmen aus der Europäischen Union, den anderen Staaten des Europäischen Wirtschaftsraums und aus solchen Staaten, mit denen ein Doppelbesteuerungsabkommen besteht, das hierfür keine Quellensteuerpflicht vorsieht, anwenden.

## Andere Fälle
Schweizer Lotteriegewinne aus Lotterien, die nicht der Verkaufsförderung unterliegen und als sog. Großspiele klassifiziert sind, über 1'056'600 CHF (für 2024) und über 1'070'400 CHF (für 2025) sind der Verrechnungssteuer von 35 % unterworfen.
Bei Leibrenten und Pensionen wird eine Steuer von 15 % und bei sonstigen Versicherungsleistungen, speziell bei Kapitalauszahlungen aus Lebensversicherungen, werden 8 % einbehalten.

## Umgehungstatbestände und Hinterziehung
Da die Verrechnungssteuer für Steuerausländer zur endgültigen Steuerbelastung werden kann, wird versucht, diese Belastung über verschiedene rechtliche Gestaltungen zu vermeiden oder zu vermindern. Eine solche Gestaltung können sogenannte Securities-Lending- und Repo-Geschäfte sein. Hierzu hat die Eidgenössische Steuerverwaltung eine besondere Verwaltungsanweisung erlassen, um die ungerechtfertigte Inanspruchnahme von Steuervorteilen zu verhindern.
Gibt man Einkünfte, die mit Verrechnungssteuer belastet sind, nicht in der Steuererklärung an, gilt dies als Steuerhinterziehung und ist gemäss Bundesgesetz über die direkte Bundessteuer (DBG) strafbar. Die Busse beträgt in der Regel das Einfache der hinterzogenen Steuer.

## Verrechnungssteuer im Verhältnis zu Deutschland
Die Verrechnungssteuer wird durch das Doppelbesteuerungsabkommen zwischen der Schweiz und Deutschland begrenzt. Daher wirkt sie sich auf eine Person, die in Deutschland ansässig ist, folgendermassen aus:
| Art der Zahlung                          | Empfänger                                 | Auswirkung                   |
| ---------------------------------------- | ----------------------------------------- | ---------------------------- |
| Zinsen und ähnliche Vorteile             | natürliche Person oder juristische Person | Verrechnungssteuer: 0 %      |
| Dividenden                               | natürliche Person                         | Verrechnungssteuer: 15 %     |
| Dividenden                               | juristische Person                        | Verrechnungssteuer: 0 - 15 % |
| Erträge aus Genussscheinen und ähnlichem | natürliche Person oder juristische Person | Verrechnungssteuer: 30 %     |
| Lotteriegewinne, Versicherungsleistungen | natürliche oder juristische Person        | Verrechnungssteuer: 0 %      |
| Leibrenten, Pensionen                    | natürliche oder juristische Person        | Verrechnungssteuer: 0 %      |

Die Differenz zwischen dem maximalen Steuersatz nach dem Abkommen und dem Satz nach Verrechnungssteuergesetz kann in der Schweiz zurückgefordert werden. In Deutschland kann maximal die Steuer angerechnet werden, die nach Abkommen maximal einbehalten werden darf.